# Crèvecœur-en-Auge
Crèvecoeur-en-Auge är en kommun i departementet Calvados i regionen Normandie i norra Frankrike. Kommunen ligger i kantonen Mézidon-Canon som ligger i arrondissementet Lisieux. År 2018 hade Crèvecoeur-en-Auge 475 invånare.

## Befolkningsutveckling
Antalet invånare i kommunen Crèvecoeur-en-Auge
Referens: INSEE